# Schloss Weyregg

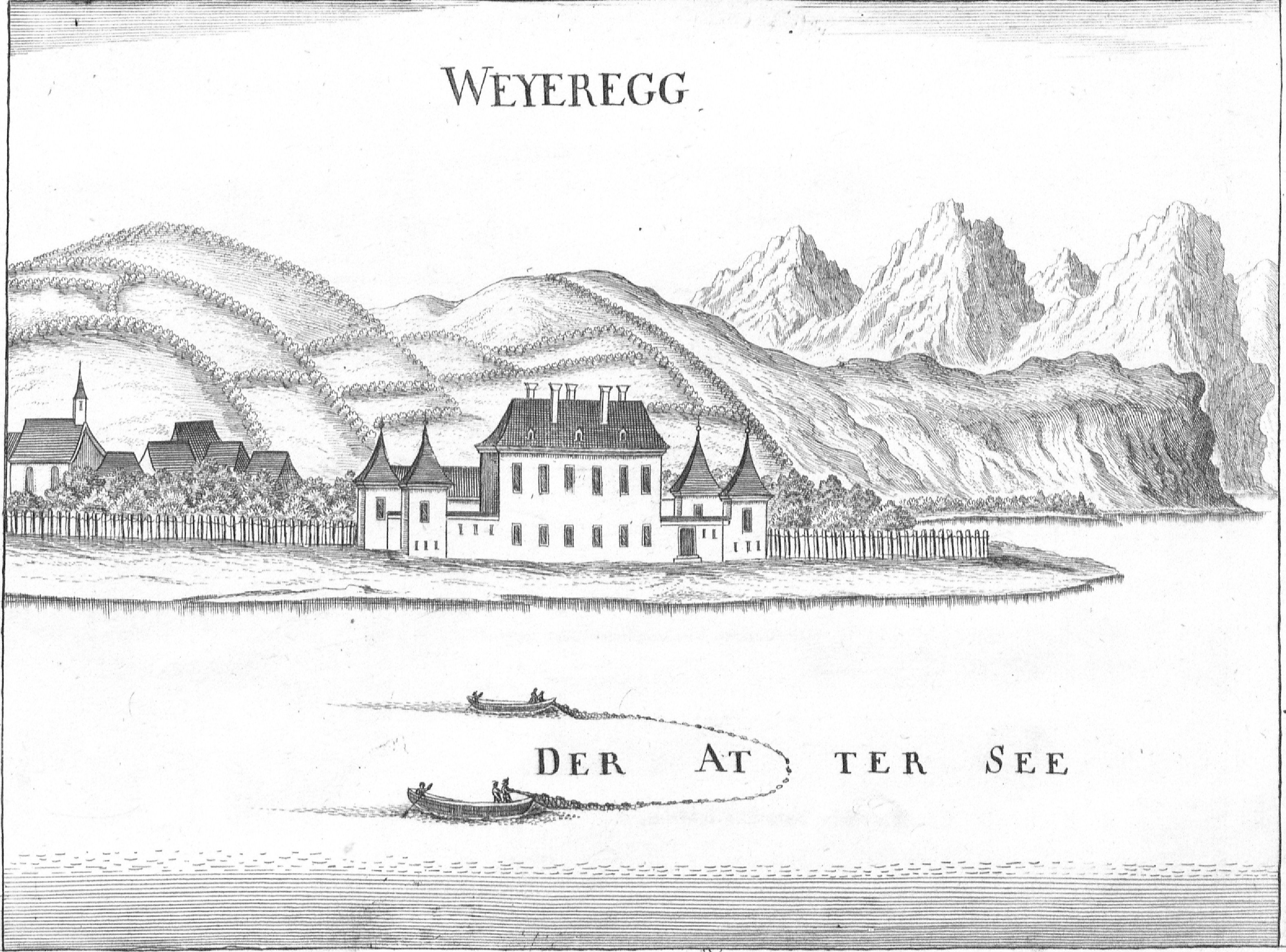
Schloss Weyregg nach einem Stich von Georg Matthäus Vischer

Das Schloss Weyregg, auch Freisitz Weyregg genannt, lag in der Gemeinde Weyregg am Attersee im Bezirk Vöcklabruck von Oberösterreich (heute Weyregger Str. 66).

## Geschichte
1590 wurde das Schlösschen von Siegmund Widerroither erbaut. Dieser war 1591 Pfleger auf Burg Kogl. 1595 wird Widerroither für seine Verdienste an der windisch-kroatischen Militärgrenze in den Ritterstand erhoben und durfte sich ab 1602 von und zu Weyregg nennen. 1617 verkauft Widerroither, der ohne Nachkommen war, den Besitz an die Gemahlin von Graf Franz Christoph Khevenhüller. Dieser folgte im Besitz die Tochter Ida von Horvath nach. Weyegg wurde mit der Herrschaft Kammer vereinigt und verlor somit an Bedeutung. Mit Wirkung vom 1. Jänner 1619 wurden die Herrschaften Weyregg und Kogl an Abraham Grünpacher verpachtet.
Ende des 18. Jahrhunderts setzte der Verfall des Schlosses ein. 1797 soll aus den Trümmern des Freisitzes Weyregg der Pfarrhof Weyregg erbaut worden sein.
Weitere Besitzer der Grundstücke, auf denen das Schloss stand, waren Alois Scherer (1890) und dann Graf Othmar von Überacker (1889). Letzterer ließ an der Stelle des früheren Schlosses in mehreren Bauetappen wieder ein Seeschloss erbauen.

## Schloss Weyregg einst und jetzt
Wie auf dem Stich von Georg Matthäus Vischer von 1674 aus der Topographia Austriae superioris modernae zu sehen ist, lag das Schlösschen direkt am Attersee. Es war ein zweigeschoßiger Bau, der von einer Mauer umfangen war, wobei an jeder Ecke ein kleiner quadratischer Turm stand. Noch 1815 beschrieb der Lambacher Hofrichter Ignaz Gielge den Freisitz Weyregg folgendermaßen: 

„Das Schlösschen war ganz niedlich mit doppelten Reihen Fenstern versehen und mit Ringmauern im Viereck umschlossen, an jedem Eck stand ein niedliches Türmchen. Dieses Schlösschen liegt nahe am See, die Kirche und die übrigen Häuser etwas zurück, die Aussicht auf den Attersee und die jenseitige Gegend ist unbeschreiblich schön …“

Der Neubau des Seeschlosses wurde 1923 vom Christlichen Lehrerverein gekauft und das Schloss wurde zu einem Lehrererholungsheim umgebaut. In der NS-Zeit war hier ein Umsiedlerlager der NS-Volkswohlfahrt untergebracht. Danach diente das Gebäude wieder als Bildungs- und Ferienhaus des Christlichen Lehrervereins für Oberösterreich. In den 1990er-Jahren wurde das Gebäude zum Seehotel Weyregg umgestaltet; 2013 stand der Betrieb zum Verkauf an.